# 電路符號

常見的電路圖符號（美国国家标准协会ANSI符号）

電路符號（英語：electronic symbol），是一種用來繪製電路圖時，代表不同的電子元件的圖像符號。例如：電線、電池、電阻、晶體管等。這些符號曾經因國家而異，但今日大多已國際標準化。有些符號，像是真空管，成為幾乎滅絕，不再使用的技術。

## 標準符號
在電路圖符號的標準也有數個，依地區而異，有些微差異。目前的國際標準是IEC 60617。
- IEC 60617 - Graphical Symbols for Diagrams
- IEEE 315 - Graphic Symbols for Electrical and Electronics Diagrams（Including Reference Designation Class Designation Letters）
- ANSI Y32.2
- CNS 3-10 - 工程製圖（電機電子製圖符號）[1]
- DIN EN 60617 - Graphische Symbole für Schaltpläne（舊的標準DIN 40700 / DIN 40900已作廢）
- GB/T 4728 - 电气简图用图形符号
- JIS C 0617 - 電気用図記号（舊的標準C 0301已作廢）

## 通用的電路符號圖庫

电池，1個電池，多個電池
电容器
電解電容器（ANSI）
可變電容器
二極體
齊納二極體
隧道二極體（Tunnel diode）
發光二極體（LED）
光電二極體
可控矽整流器（Silicon-controlled rectifier）
變容二極體（Varicap）
蕭特基二極體
保險絲：IEC（上）與ANSI（中與下）
电感元件
TRS插口
可變電阻（ANSI）
電阻器：ANSI（上）與IEC（下）
開關，單刀/單擲（SPST）
開關，單刀/雙擲（SPDT:single port double throw）
開關，雙刀/雙擲（DPDT）
變壓器，右线圈中間有抽頭
NPN電晶體
PNP電晶體
n-通道JFET
p-通道JFET
場效電晶體
真空管二極管
真空管三極管
真空管五極管
真空管四極管

## 外部連結
- International standard IEC 60617 DB Graphical symbols for diagrams
- Circuit Symbols of Electronic Components （页面存档备份，存于）
- Circuit Symbols for all Electronic Components （页面存档备份，存于）
- List of Circuit Schematic Symbols
- Electrical & Electronic Drawing Symbols